# Hippopsis septemlineata
Hippopsis septemlineata är en skalbaggsart som beskrevs av Stephan von Breuning 1940. Hippopsis septemlineata ingår i släktet Hippopsis och familjen långhorningar.
Artens utbredningsområde är Panama. Inga underarter finns listade i Catalogue of Life.